# Ueckermünde (przystanek kolejowy)
Ueckermünde – przystanek kolejowy w Ueckermünde, w kraju związkowym Meklemburgia-Pomorze Przednie, w Niemczech. Znajduje się tu jeden peron.

## Historia
Dworzec wraz z całą linią kolejową Jatznick – Ueckermünde został otwarty 15 września 1884 roku. 15 sierpnia 2009 roku zostało otwarte liczące 840 metrów przedłużenie linii od starego dworca Ueckermünde do położonego przy porcie przystanku Ueckermünde Stadthafen. W tym celu wykorzystano zachowaną starą linię do portu, którą do 1 stycznia 1996 roku prowadzono ruch pociągów towarowych. Dodatkowo powstał nowy peron oraz trzy przejazdy kolejowo-drogowe z urządzeniami sygnalizacyjnymi. Stary dworzec został zamknięty tracąc status stacji kolejowej i zastąpiony przez położony około 700 metrów na północ przystanek o tej samej nazwie. Całość prac kosztowała 2,7 mln euro.

## Połączenia
Od zmiany rozkładu 15 grudnia 2013 roku pociągi prowadzone przez Ostseeland Verkehr zastąpiono składami uruchamianymi przez DB Regio. Od września 2015 roku po linii kursują spalinowe zespoły trakcyjne Alstom Coradia LINT 41.
| Linia | Przebieg                                                                                                 | Takt    |
| ----- | --- | ------- |
| RE 4  | Bützow – Güstrow – Malchin – Neubrandenburg – Pasewalk – Jatznick – Ueckermünde – Ueckermünde Stadthafen | 120 min |